# کارل دکر (بازیکن فوتبال)
کارل دکر (انگلیسی: Karl Decker؛ ۵ سپتامبر ۱۹۲۱ – ۲۷ سپتامبر ۲۰۰۵) بازیکن فوتبال اهل آلمان بود.
از باشگاه‌هایی که در آن بازی کرده‌است می‌توان به باشگاه فوتبال اشتورم گراتس، باشگاه فوتبال سوشو، و باشگاه فوتبال فرست وینا اشاره کرد.
وی همچنین در تیم‌های ملی فوتبال آلمان و اتریش بازی کرده‌است.